# Ставролит
Ставроли́т (от др.-греч. σταυρός — крест и λίθος — камень), минерал из класса силикатов, основной силикат алюминия и железа с дополнительными анионами.
Название минералу дал в 1792 году французский учёный Ж. К. Деламетри.
Химический состав Fe2+Al4[SiO4]2O2(OH)2. Часты примеси Со, Ni (разновидность люсакит) и Мn (разновидность нордмаркит). По структуре кристаллической решетки относится к типу силикатов с изолированными тетраэдрическими группами [SiO4]4-, соединяющимися через катионы (Fe2+ и Al3+) находящиеся в четверной и шестерной координации; избыточные валентности компенсируются добавочными анионами O2− и (OH)−.
Кристаллизуется в моноклинной (псевдоромбической) сингонии, образуя одиночные короткопризматические кристаллы тёмно-бурого цвета или характерные для этого минерала крестообразные двойники. Твёрдость по минералогической шкале 7—7,5; плотность 3,65—3,77 г/см2. Лучшие в мире коллекционные ставролиты добываются на Кольском полуострове в Западных Кейвах, где они образуют гигантские залежи кианит-ставролитовых, ставролит-гранатовых слюдяных сланцев.
По данным на 1988 год практического применения не имеет, но вызывает академический интерес специалистов, изучающих генезис метаморфических пород.
Ставролит считался счастливым камнем младенцев, использовался при крещении, например, в швейцарском городе Базеле (нередко и сегодня ставролит называют «базельским крестильным камнем»). В Англии верили, что «крест-камни» падают с неба. Согласно одной из легенд, ставролит образовался из слёз фей, оплакивающих смерть Христа.

## Галерея

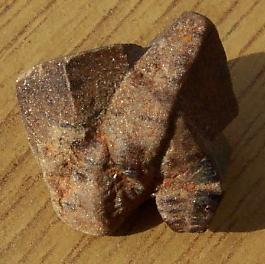
Ставролит с Мадагаскара
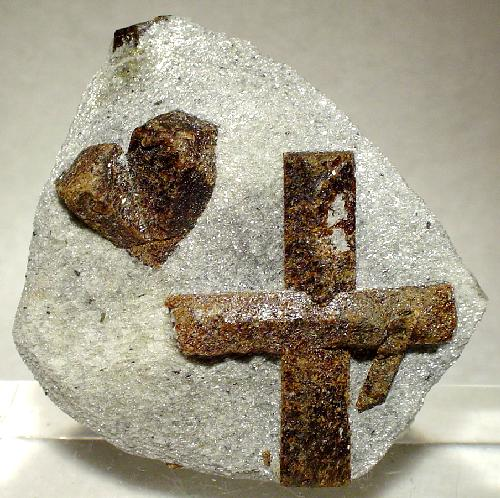
Ставролит, двойниковые кристаллы в сланце. Мурманская область. Редкий пример двух типов двойниковых срастаний рядом
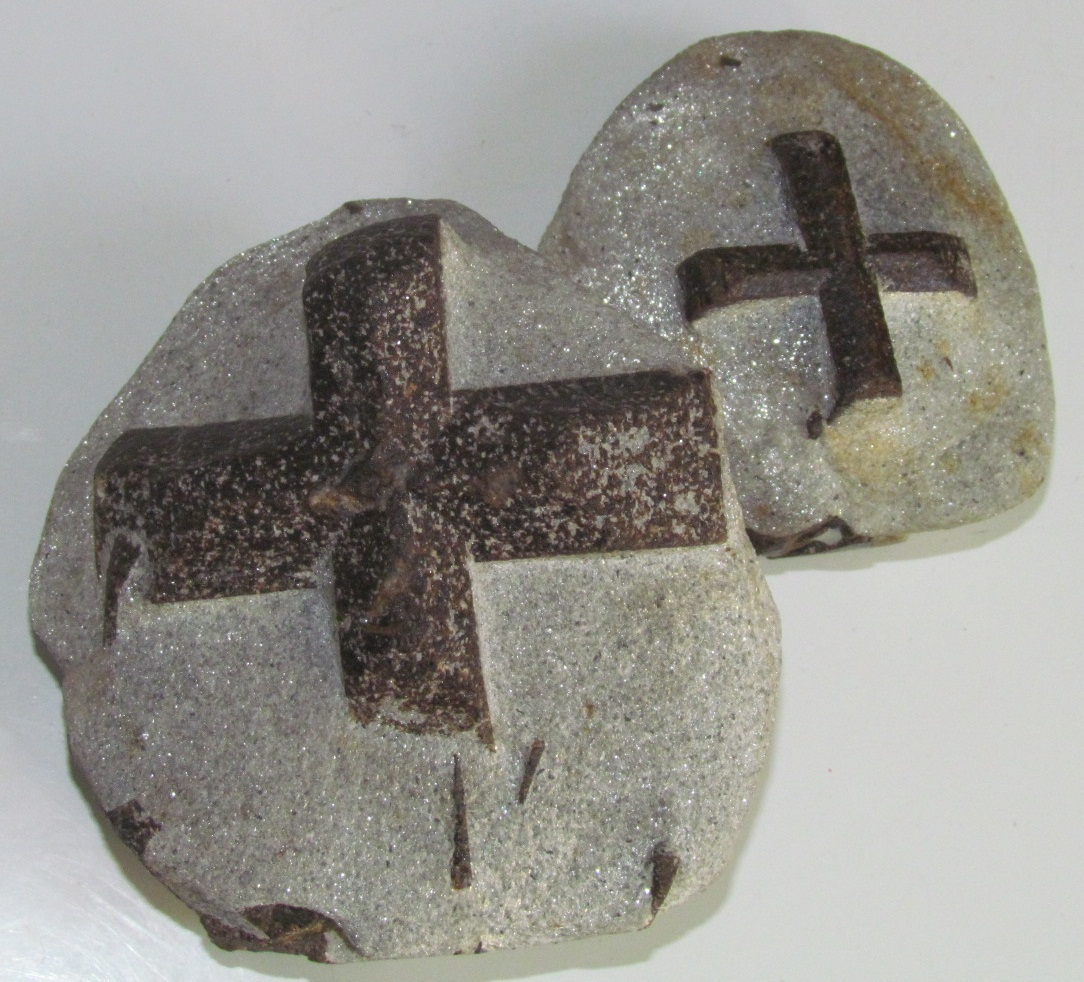
Ставролит, двойниковые кристаллы в сланце. Центральные Кейвы, Мурманская область.